# Yami no Matsuei
Yami no Matsuei (jap. 闇の末裔, Erben der Dunkelheit) ist eine Manga-Serie der japanischen Zeichnerin Yōko Matsushita. Der Manga wurde als Anime-Fernsehserie umgesetzt.
Das Werk handelt von den Ermittlungen der beiden Shinigami Asato und Hisoka und lässt sich in die Genre Abenteuer, Mystery, Comedy und Shōnen-ai einordnen.

## Handlung
Der Shinigami Asato Tsuzuki (都筑 麻斗) arbeitet für den Juo Cho, den Gerichtshof für Vorladungen für Tote. Er und andere Shinigami sind gestorben, aber aus unterschiedlichen Gründen nicht ins Totenreich gekommen und ermitteln nun, wenn eine Seele zu früh oder zu spät am Gerichtshof eintrifft. Asato ist oft faul und verfressen, kann mit seinem Talisman aber zwölf Göttergenerale beschwören.
Eines Tages wird Asato Hisoka Kurosaki (黒崎 密) als neuer Partner zugeteilt. Dieser wurde als Junge vom verrückten Mediziner Kazutaka Muraki (邑輝 一貴) vergewaltigt und verflucht. Der Fluch zehrte an ihm und so starb er mit 16 Jahren und wurde Shinigami. Beide ermitteln nun gemeinsam in den Fällen, die ihnen von ihrem Chef Konoe übertragen werden, gegen Vampire, Untote und andere übernatürliche Wesen und Vorgänge. Dabei ist Hisoka zunächst mit Tsuzuki überfordert, doch lernen sie zusammenzuarbeiten und sich zu beschützen. Es kommt auch zu Rivalitäten mit ihren Kollegen Seiichiro Tatsumi (巽 征一郎) und Yutaka Watari (亘理 温), doch auch mit diesen freundet sich Hisoka an.
Bei den Ermittlungen kommt es immer wieder zu Zusammentreffen mit Muraki, der ein morbides wie erotisches Interesse an Hisoka und Tsuzuki zeigt und beide in gefährliche Situationen bringt.

## Veröffentlichungen

### Manga
Yami no Matsuei erschien in Japan von 1997 bis 2006 in Einzelkapiteln im Manga-Magazin Hana to Yume des Hakusensha-Verlags. Diese Einzelkapitel wurden bis 2001 auch in elf Sammelbänden veröffentlicht, die danach veröffentlichten Kapitel kamen wegen Streitigkeiten zwischen Yōko Matsushita und dem Verlag zuerst mehr in Sammelbandform heraus. Für den monatlichen Abdruck im Magazin war der Manga gekürzt worden und da die Zeichnerin mit dieser Version nicht zufrieden war, nahm sie für die Sammelbandausgabe noch Verbesserungen vor. Die Kapitel von 2000 und 2001 wurden im Januar 2010 in einem zwölften Band zusammengefasst. Am 1. August 2011 wurde die Veröffentlichung im Magazin wiederaufgenommen. Bisher (Stand: Februar 2015) wurden diese noch nicht in Sammelbänden veröffentlicht.
Der Manga erschien auf Englisch bei Viz Media und auf Französisch bei Editions Tonkam, er wurde unter anderem auch ins Italienische und Polnische übersetzt. Auf Deutsch sind die ersten elf Bände von Januar 2003 bis September 2004 bei Carlsen Comics erschienen.

### Anime
J.C.Staff produzierte 2000 zum Manga eine 13-teilige Anime-Fernsehserie, bei der Hiroko Tokita Regie führte. Das Charakterdesign entwarf Yumi Nakayama und künstlerischer Leiter war Junichi Higashi. Die Serie wurde in Japan vom 2. Oktober 2000 bis zum 24. Juni 2001 durch den Fernsehsender WOWOW ausgestrahlt.
Der Anime wurde auf Englisch durch die Sender Anime Selects, AXN-Asia, International Channel und Sci Fi Channel ausgestrahlt sowie ins Italienische übersetzt.

### Synchronsprecher
| Rolle             | japanischer Sprecher (Seiyū) |
| ----------------- | ---------------------------- |
| Hisoka Kurosaki   | Mayumi Asano                 |
| Asato Tsuzuki     | Shin’ichirō Miki             |
| Kazutaka Muraki   | Shō Hayami                   |
| Yutaka Watari     | Toshihiko Seki               |
| Chief Konoe       | Tomomichi Nishimura          |
| Seiichirō Tatsumi | Toshiyuki Morikawa           |

### Musik
Die Musik der Serie wurde komponiert von Tsuneyoshi Saito. Der Vorspanntitel ist Eden von To Destination, als Abspannlied verwendete man Love Me von The Hong Kong Knife.

## Rezeption
Nach Irene Salzmann von Splashcomics bietet Yami no Matsuei interessante und ausgefeilte Charaktere sowie schöne Zeichnungen. Die Super-Deformed-Einlagen würde sich gut in die Handlung einfügen. Zwar würde die Mangaka im ersten Band noch experimentieren, habe aber schon im Zweiten eine feste Linie gefunden. Die Handlung sei eine gute Mischung aus Dark Fantasy, Gothic, Shōnen Ai und Comedy. Im weiteren Verlauf könnten sich die weiblichen Leser auch auf mehr nackte Haut freuen.